# Specialità medicinale

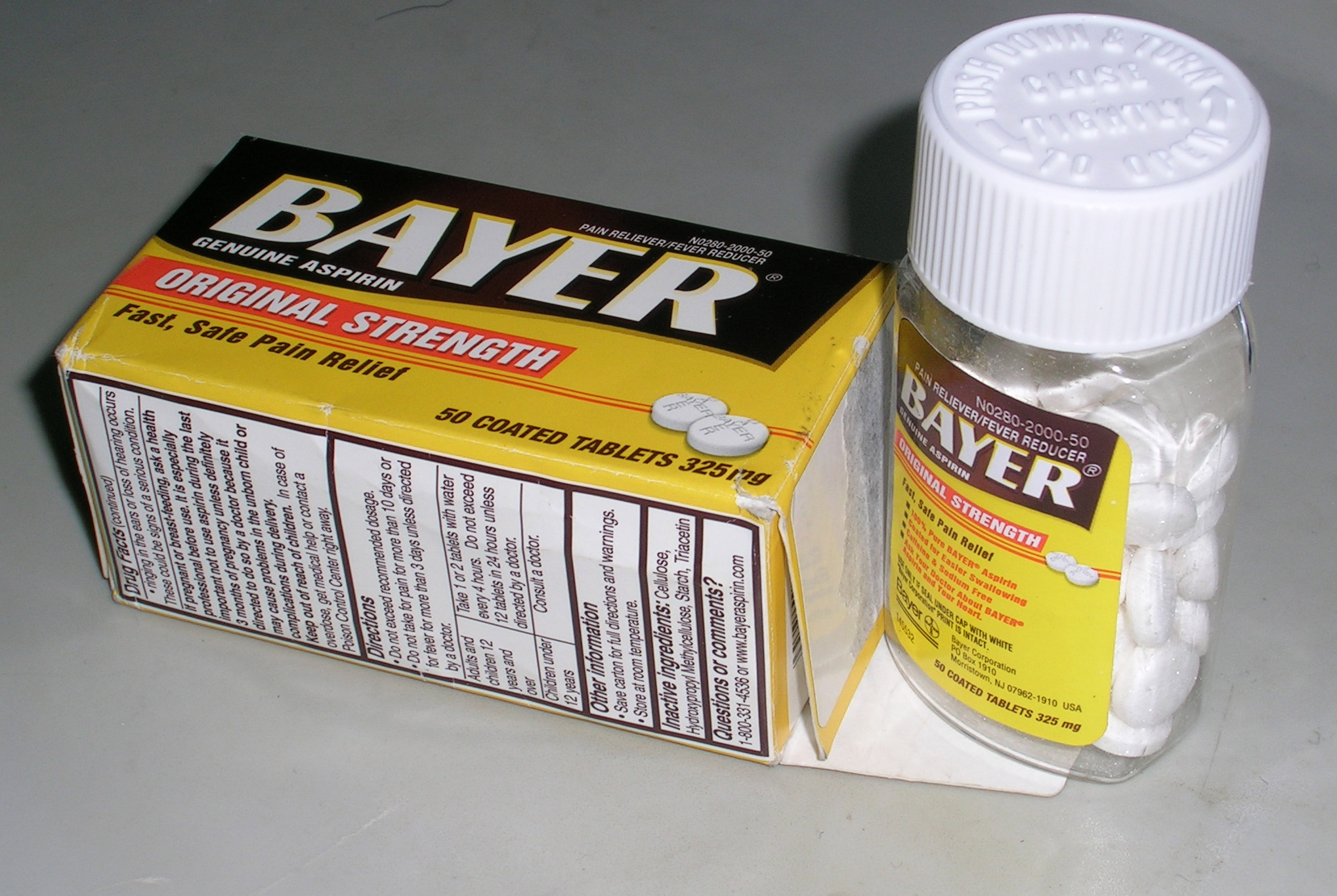
Esempio di specialità medicinale prodotta dalla Bayer.

Per specialità medicinale si intende una forma farmaceutica preconfezionata, prodotta industrialmente ed autorizzata sulla base di una documentazione contenente i risultati sperimentali chimici, biologici, farmaceutici, farmaco-tossicologici e clinici relativi al farmaco che viene immesso in commercio con una denominazione speciale (marchio registrato). 
Non sono quindi specialità medicinali i preparati galenici magistrali e officinali, ossia farmaci preparati direttamente dal farmacista in base a prescrizioni mediche o alle indicazioni riportate nella farmacopea ufficiale. Per l'immissione in commercio del prodotto nel territorio nazionale è necessaria l'autorizzazione alla produzione rilasciata dal Ministero della salute; ciò non esclude tuttavia la responsabilità civile e penale del fabbricante e di chi immette in commercio il prodotto.

## Brevetto
Il brevetto della specialità medicinale spetta di diritto alla casa farmaceutica che ha finanziato la scoperta e lo studio del nuovo preparato; questo verrà messo in commercio con un "nome di fantasia" che verrà registrato e sottoposto a copyright. Di norma il brevetto ha una durata di 20 anni, salvo un prolungamento alla scadenza di altri 5, al termine dei quali il preparato verrà classificato come farmaco generico, e potrà essere prodotto e venduto da altre case farmaceutiche.